# Mujeres Viviendo Bajo Leyes Musulmanas
Mujeres Viviendo Bajo Leyes Musulmanas (Women Living Under Muslim Laws) es una red internacional de solidaridad creada en 1984. Realiza trabajos académicos y activismo en defensa de los derechos de las mujeres y el laicismo, centrándose en el impacto en las mujeres de las leyes inspiradas en la religión o las costumbres musulmanas.      

## Orígenes
La red comenzó como una organización sin membresía fija, donde personas y grupos asumieron la responsabilidad de iniciativas específicas. Atrajo a mujeres afectadas por las leyes musulmanas, fueran o no musulmanas, y reunió a creyentes religiosas, defensoras de los derechos humanos, laicistas y ateas. Hasta que Marieme Helie Lucas  su fundadora, se retiró como coordinadora internacional a finales de la década de 1990, seguía siendo una organización sin puestos de personal claramente definidos. 

## Investigación y trabajo actual
La red coordina la investigación y  explora los mecanismos por los que las leyes que afectan a las mujeres utilizan las prácticas culturales y leyes coloniales, además del dogma religioso, para eliminar las leyes progresistas y restringir la libertad de las mujeres. También facilita la comunicación entre grupos de mujeres en África y Asia, compartiendo historias de éxito y ayudando a coordinar acciones internacionales.   Entre los trabajos realizados se encuentran el matrimonio forzado de niñas y la lapidación.   La investigación del grupo sobre el impacto de la ley familiar musulmana condujo a la fundación de la campaña de Musawah en 2009. 
Algunas mujeres relacionadas con la red han tenido que actuar en la clandestinidad por temor a la represión en algunos países con leyes fundamentalistas islámicas. En 2016 fueron detenidas Nazanin Zaghari-Ratcliffe y Homa Hoodfar por las autoridades iraníes mencionandose como motivo de arresto la colaboración con esta red.   